# Ümmü Kiraz

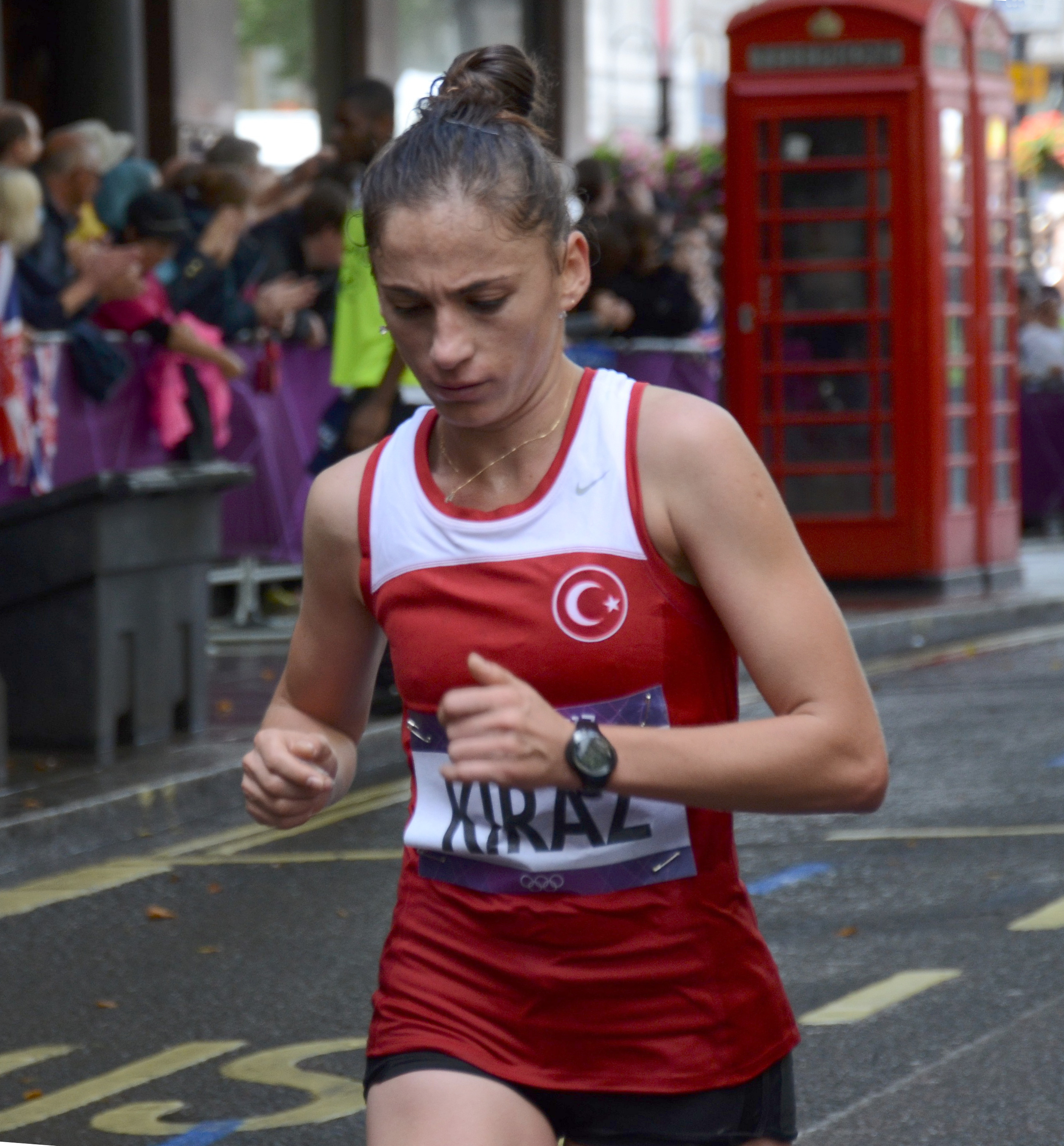
Ümmü Kiraz beim Marathonlauf der Olympischen Spiele 2012

Ümmü Kiraz (* 27. September 1982 in Acıpayam, Denizli) ist eine türkische Leichtathletin.
Kiraz absolviert an der Pamukkale Üniversitesi ein Studium zur Sportlehrerin. Die 1,62 m große Sportlerin, die dem Istanbuler Verein Kasımpaşa Sports Club angehört, brachte 2012 ein Wettkampfgewicht von 48 kg auf die Waage. Trainiert wird Kiraz von Oznur Hatipoğlu. Die Langstreckenläuferin stand im Aufgebot der türkischen Mannschaft für die Olympischen Spiele 2012. In London legte sie die olympische Marathonstrecke in 2:43,07 h zurück. Damit rangierte sie an 89. Stelle des Endklassements.
Ihre persönliche Bestleistung auf der Marathondistanz liegt bei 2:32,52 h. Diese Marke stellte sie am 16. November 2014 bei der Veranstaltung in Istanbul auf. Auf der 10.000-Meter-Strecke sind die am 7. Juni 2014 gelaufenen 33:10,85 min, beim Halbmarathon die am 25. März 2012 in Tarsus erzielten 1:12,19 h ihre Bestzeiten.
Im Oktober 2015 wurde Kiraz wegen Dopings für zweieinhalb Jahre gesperrt.